# Leptogium rivale
Leptogium rivale är en lavart som beskrevs av Tuck. Leptogium rivale ingår i släktet Leptogium och familjen Collemataceae.   Inga underarter finns listade i Catalogue of Life.